# Yanagisawa

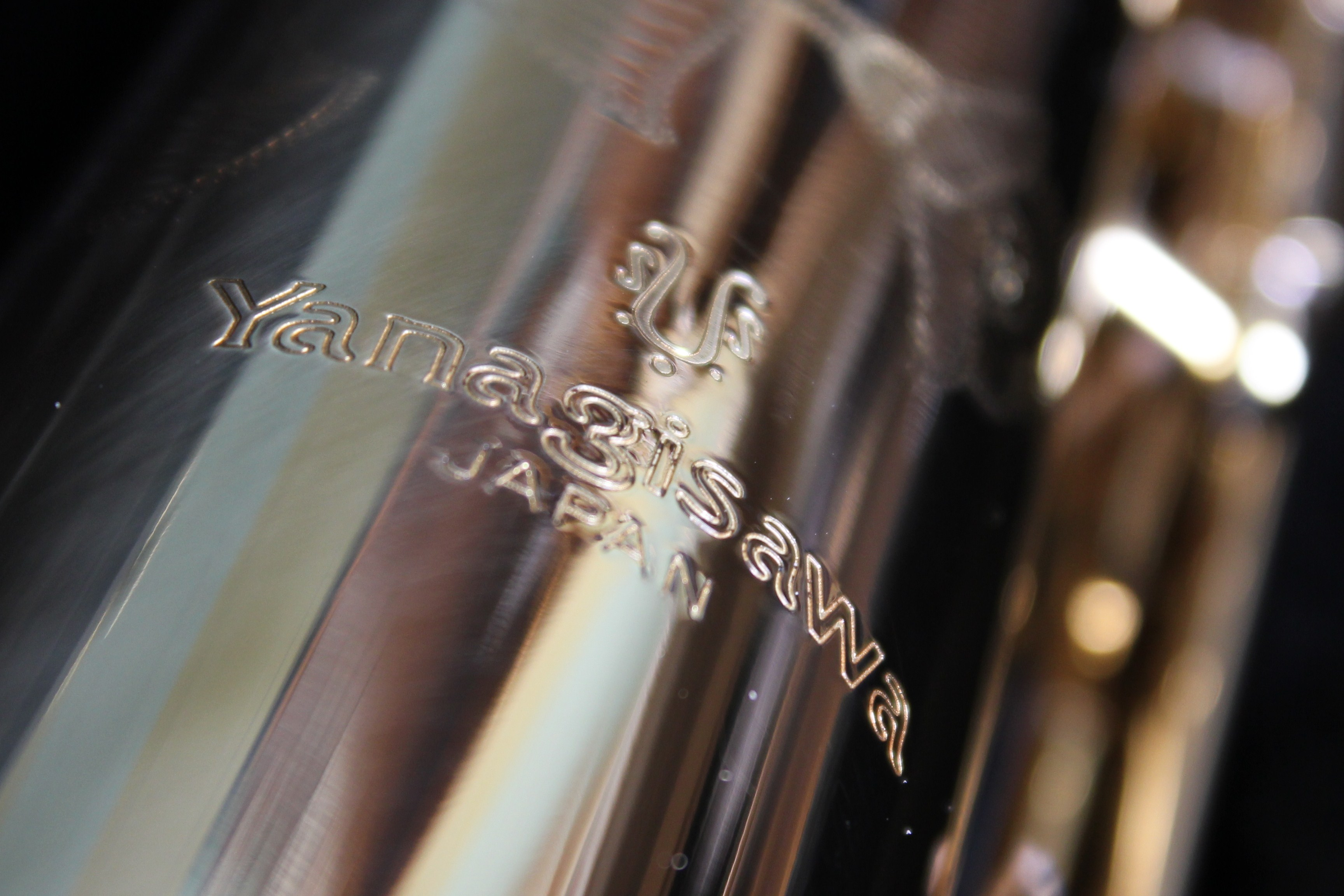
Le logo de Yanagisawa sur un saxophone soprano

Yanagisawa (柳澤管楽器株式会社, Yanagisawa Kangakki kabushiki kaisha), en anglais Yanagisawa Wind Instrument Inc., est un fabricant d'instruments à vent, connu en particulier pour sa large gamme de saxophones destinés aux débutants, aux avancés et aux professionnels. Avec Yamaha, la marque compte parmi les principaux fabricants de saxophones au Japon. C'est aussi une des marques de saxophones parmi les plus jouées dans le monde.

## Histoire
Ce qui était autrefois une petite entreprise familiale a été fondée en tant qu'atelier de fabrication et de réparation d'instruments à vent en 1893. La production débuta en 1896 mais la société ne fut vraiment connue qu'à partir de 1954 avec la commercialisation d'un saxophone ténor T3 plaqué argent.
Le premier saxophone alto est apparu en 1956. Depuis lors, la technologie des saxophones n'a cessé de s'améliorer au sein du fabricant.
En 1972 a été produit le premier saxophone en argent massif de la marque.
20 ans plus tard (en 1992), Yanagisawa a mis sur le marché des instruments fabriqués en bronze phosphorique.

## Production actuelle
La société a notamment acquis sa réputation grâce à son savoir-faire dans la fabrication de saxophones dans les matières citées ci-dessus et remplaçant le laiton.
La gamme de saxophones alto de 2011 se présente comme suit :
- A-901 - Fabriqué entièrement en laiton, entrée de gamme chez Yanagisawa (disponible en vernis doré ou noir ; ou argenté)
- A-902 - Fabriqué entièrement en bronze phosphoreux à l'exception des clés en laiton
- A-991 - Fabriqué entièrement en laiton mais, plus haut de gamme que le A901 (disponible en vernis doré ou noir ; ou argenté)
- A-992 - Fabriqué entièrement en bronze phosphoreux massif, à l'exception des clés en laiton (existe aussi plaqué en "pink gold" (alliage de 80 % d'or et de 20 % d'argent)
- A-9930 - Fabriqué entièrement en argent massif à l'exception de la culasse, du pavillon et des clés en vernis doré
- A-9933 - Fabriqué entièrement en laiton doré à l'exception du pavillon en argent massif
- A-9935 - Fabriqué entièrement en laiton doré à l'exception de la culasse en argent massif
- A-9937 - Fabriqué entièrement en argent massif à l'exception des clés en laiton doré

## Musiciens jouant Yanagisawa
On retiendra comme saxophonistes professionnels fidèles à la marque : Gary Bartz, Jay Beckenstein, Plas Johnson, Steve Slagle, Peter King, Vincent Herring, Snake Davis, Antonio Hart, Tia Fuller, Jean-Denis Michat, Pascal Bonnet, Jess Gillam, David Pons et Jeroen Vanbever entre autres classiques et jazz.
Arno Bornkamp utilise aussi occasionnellement un soprano Yanagisawa.
Raaf Hekkema utilise un soprano Yanagisawa Elimona comme soprano standard.